# Hans Feibusch
Hans Feibusch, né le 15 août 1898, et mort le 18 juillet 1998, est un peintre et sculpteur allemand d'origine juive qui vit et travaille en Grande-Bretagne de 1933 jusqu'à sa mort. Il est surtout connu pour ses peintures murales, particulièrement dans les églises anglicanes. En tout, il travaille dans trente églises anglicanes (28 comme muraliste, et deux, dont la cathédrale d'Ely, comme sculpteur seulement) et il produit ce qui est probablement le plus grand nombre d'œuvres de son métier dans l'histoire de l'Église d'Angleterre.

## Jeunesse en Allemagne
Feibusch est né à Francfort en Allemagne de parents Juifs. Son père est chirurgien dentiste et sa mère est peintre amateur. Il sert dans l'armée allemande sur le front russe pendant la Première Guerre mondiale de 1916 à 1918.
Après la guerre, il étudie l'art à Munich. Par la suite, il travaille sous la direction de Karl Hofer à l'université des Arts de Berlin, puis à Paris avec André Lhote. Il retourne à Francfort en 1925 pour travailler comme artiste, avec un atelier dans l'ancien couvent des Carmélites (de) aux côtés de Rudolf Heinisch et de Benno Elkan. Il reçoit un prix de l'Académie prussienne des arts en 1931 pour sa peinture La Poissonnerie.
Après l'arrivée au pouvoir du parti nazi, il émigre en Angleterre en 1933. Par la suite, ses œuvres sont exposées à l'exposition Entartete Kunst (Art Dégénéré) en 1937. Feibusch faisait partie d'une minorité d'artistes dont le travail était relativement conservateur, et il a probablement été inclus pour son héritage juif. Ses œuvres dans cette exposition, aujourd'hui disparues, étaient deux tableaux d'anges. Son œuvre Zwei schwebende Figuren ("Deux figures flottantes"), confisquée à la Städtischen Galerie de Francfort, a été exposée avec des œuvres de Jankel Adler et de Marc Chagall dans le cadre de l'exposition "Offenbarung der jüdischen Rassenseele gezeigt" ("Révélation de l'âme raciale juive").

## Vie en Angleterre
Feibusch rejoint le Groupe de Londres en 1934 et l'année suivante, il épouse Sidonie Cranmer, fille de David Gestetner et femme divorcée de Max Cramer.
Il prête serment d'allégeance à la Couronne britannique en 1940. Il expose pour la première fois à l'Exposition d'été de la Royal Academy en 1944.
Après la guerre, il se fait connaître pour ses peintures murales d'église, travaillant sur une trentaine d'églises séparées. Il se convertit au Christianisme et est baptisé et confirmé dans l'Église d'Angleterre en 1965. Il adore à l'église de St Alban le martyr, Holborn, où il peint sa plus grande fresque.
Feibusch écrit un livre Mural Painting, publié en 1946, et publié dans un certain nombre de revues sur la peinture murale. Une célébration de l'œuvre de sa vie est organisée par la Twentieth Century Society en 1993, qui est le premier événement d'une réévaluation de son œuvre.
Il reçoit la Croix d'officier de l'Ordre du Mérite de la République Fédérale d'Allemagne (Verdienstkreuz 1. Klasse) en 1967 et est promu Croix de Commandeur ou Grande Croix du Mérite (Großes Verdienstkreuz) en 1989.
Feibusch est mort quatre semaines avant son 100e anniversaire, juste après avoir assisté à une célébration de son travail et de sa vie au Royal College of Art. Sa succession a légué tout le contenu de son atelier au moment de sa mort à la galerie Pallant House à Chichester. Il est mort au Royal Free Hospital de Camden à Londres. Dans les dernières années de sa vie, il revient à la foi juive de sa jeunesse et est inhumé avec la liturgie juive au cimetière juif de Golders Green.

## Travail en Angleterre et au Pays de Galles
(avril 2018).